# Реция
Реция или Ретия (на латински: Raetia, Rhaetia, е римска прокураторска провинция, влизаща в състава на Римската империя в продължение на няколко столетия (от 1 в. н.е. до 5 в. н.е.).
Смята се, че името на провинцията произлиза от наименованието на едно от келтските племена, населявали тази територия – рети.
Тя е едновременно гранична (limes) провинция, която е осигурявала сигурността на държавната граница по дунавското поречие, а в същото време играе важна комуникационна, производствена и разпределителна зона по отношение на съседните провинции по поречието на източен Дунав и над река Рейн. Реция е била също така буферна зона, предпазваща Италия и италийските градове, в частност столицата Рим от варварските нашествия.
Точната дата на провъзгласяването на провинция Реция не е известна, но от някои писмени и епиграфски извори става ясно, че в края на 1 век пр.н.е. тя вече е била възприемана от римляните като своя територия. Успешният военен поход през 15 г. пр.н.е., организиран от доведените синове на Октавиан Август (Тиберий и Друз) и т. нар. решителна битка – (grave proelium) е събитието, което създава предпоставки за политическото присъединяване на територията към границите на Римската империя. Археологическите извори потвърждават римското военно присъствие по това време. Но за трайно установяване на римляните в Реция като господари и население артефактите сочат едва средата на 1 век.
Географски Реция обхваща около 80 000 кв. км от централните алпийски и предалпийски райони, областта Тирол, Боденското езеро, цялата територията между предалпийската падина и средното поречие на река Дунав. Съпоставяйки с днешната политическа карта, Реция е лежала частично в Северна Италия, Южна Германия (провинция Бавария, провинция Баден-Вюртемберг) и Швейцария. В древността Реция е граничела с провинциите Норик (на изток), с Италия (на юг), с Горна Германия (на запад), а на север с Барбарикум и Agri Decumatis.
За първоначална столица на Реция (caput provinciae) хипотетично се смята Камбодунум (днешен Кемптен). В началото на 2 век, столицата е пренесена в Августа Винделикум (днешният град Аугсбург в Бавария. През 4 век Реция е поделена на две части – Реция прима и Реция секунда, със столици съответно Курия Реторум (днешният град Кур) и Августа Винделикорум.
Реция се смята за сравнително спокойна провинция, която рядко става сцена на драматични военни действия. Тя преживява известни сътресения по време на гражданските войни през 69 г., а също и по време на Маркоманските нашествия в средата на 2 век, както и по време на Алеманските нахлувания през втората половина на 3 век. През 6 век тук идват и се заселват трайно нови етноси, между които напр. остготите и байоварите.
Краят на Реция като римска провинция теоретично съвпада с рухването на Западната римска империя пре 476 г.

## Предримска епоха
Келтите са етносът, който населява територията на бъдещата провинция Реция преди римляните да анексират и превземат трайно земите им.
Първите исторически извори, в които се споменава страната на Келтите (Keltike) са оскъдни и датират от 5 век пр.н.е. Старогръцкият автор Хекатайос от Милет споменава територията населявана от Келтите като хинтерланд на Massilia (дн. Марсилия). Половин век по-късно Херодот от Халикарнас (Hist. 2, 33, 3) описва страната на Келтите като мястото, където извира р. Дунав. Платон и Аристотел също така съобщават за Келтите. Особено подробно са описани келтските нападения и опустошаването на града Рим (385 г. пр.н.е) и светилището Делфи (279 г. пр.н.е.). Относно Келтите в Предалпийския район и по поречието на река Дунав науката днес се опира и разчита повече на археологическите данни.
Късножелязната (Латенската) епоха (4 век пр.н.е. – 1 век) в Реция е пряко продължение на предшестващата я Ранножелязна (Халщатска) епоха (8 – 4 век пр.н.е). Артефактите от т. нар. период Latène А показват приемственост в материалната култура, облеклото, традициите и обредността на местното население, което по всяка вероятност е автохтонно. През периода Latène B се променя технологията под влиянието на контактите със средиземноморския свят, на импортните изделия и стоки от древна Гърция и Етрурия. Появява се нова орнаментика в пластичното и приложното изкуство, нови оръдия на труда, нови оръжия. Типичните дотогава могилни погребения са заместени от плоски некрополи. Промяната в гробния инвентар говори за изменения в структурата на обществото. Поради неизвестни все още на науката причини през периода Latène B започва т. нар велико Келтско преселение на изток и югоизток. Античните писмени извори наричат нашествениците галати. Визуалните артисти от Елинистическата епоха изобразяват келтите като снажни атлетични мъже, с буйни коси, бради и мустаци, които носят на шията си тичпичната за келтите усукана, метална огърлица, т. нар. торква.
През периода Latène C процесът на преселение затихва. Наблюдаваме демографски ръст, нови и разнообразни форми на икономическа активност, както и засилване на мирните контакти със Средиземноморието. Технологиите в производството на метал и метални предмети, в изработката на бижутерия, керамика и стъкло се развиват и усъвършенстват. Появяват се първите селища от градски тип, с многохилядно население, които Гай Юлий Цезар нарича oppida. Такова селище представлява келтският град разположен в землището на днешното село Манхинг, край град Инголщадт в Бавария. Oppidum von Manching просъществува до 50/30 пр.н.е. Градът заема територия от ок. 370 хектара и е бил населявана от ок. 5000 до 10000 души.
Последната фаза на Късножелязната епоха, Latène D настъпва малко преди началото на новата ера. Градските и селските поселения, търговията и знаятите продължават да се развиват и да изживяват разцвет. Появяват се нов тип фибули, стъклената бижутерия е особено на мода, оръжията се видоизменят, употребата на керамични съдове става масова. Загадка остава обаче скромният брой открити и почти липсващи некрополи и погребения от този период. Вероятната причина е промяна в погребалния ритуал (трупоизгаряне без инвентар и гробни дарове), който не оставя материални следи.

## Периодът на Римската окупация
Първият контакт на римляните с местните кетски племена – рети и винделики не започва с окупацията през 15 г. пр.н.е., а много преди това под формата на мирна търговия. Римският автор Катон възхвалява рецийското грозде, докато Полибий, описвайки алпийските вериги, споменава за територията на реците. Той е и авторът на объркващата днес учените информация, че районът им е „необхватен и напълно обезлюден“. В най-ранния период на Империята представата на римляните за Реция е доста мътна. Плиний (Nat. Hist. 3, 133) разказва как келтите прогонили римляните от родните им места в горна Италия и под предводителството на техния вожд Ретус, основателят на племето, превзели Алпите. Според Тит Ливий реците са етруски (V, 33,11), a според Хораций винделиките се биели с оръжия като тези на амазонките (Hor. carm 4,4,17 ff).
Защо римляните толкова късно проявяват интерес към земите северно от Алпите и защо Реция бива анексирана и провъзгласена за провинция сравнително късно? Защо Гай Юлий Цезар се отправя на дълъг поход в Галия и в далечна Британия, а земите в непосредствено съседство, северно от Алпите остават пренебрегнати? Това е един проблем, все още неразрешен в науката. Вероятно след пораженията на римската войска, предвождана от легата Марк Лолий през 17/16 г. пр.н.е. който воюва със Сугамбрите, Узипите и Тенктерите, а също и срамната загуба на Публий Квинтилий Вар, при която варварите унищожават няколко римски легиона (битката в Тевробургската гора през 9 г. н.е. римляните, осъзнато или не, променят своята външнополитическа стратегия в Европа – от отбранителна в офанзивна. Целта е да се даде отпор на германските набези от север и да се осигури спокоен и стабилен тил, алпийските проходи да се направят достъпни и лесно проходими, а също и да се построят пътища, които да осигурят бърза и сигурна връзка от Италия до дунавския бряг.
Според Страбон, централните Алпи за покорени за едно лято, в рамките на един-единствен военен поход през 15 г. пр.н.е. Монументалният паметник, издигащ се край селището La Turbie в южна Франция, Tropaeum Alpium, (известен още като Tropaeum Augusti) -7/6 в. пр.н.е. съдържа надпис, в който са изредени 50-те покорени от император Август варварски племена. Между тях се споменати и четирите племена на винделиките (vindelicorum gentes quattorum). Едва ли всички тези народи, чиито територии днес са трудни за локализиране, са били подчинени в рамките на една военна кампания По-скоро става дума за един продължителен прецес, протичащ в периода 33 – 7 г. пр.н. Първата фаза на завоевателни походи под предводителството на Друз се движи от юг на север, през трудно достъпните и малобройни алпийски проходи. Във втората фаза, в която римската войска се предвожда от Тиберий, изходния пункт е по всяка вероятност Галия, а не Северна Италия.
Освен подчинени със сила, много от предалпийските племена се присъединяват към имерията и доброволно. Кралят на Лигурия, Котиус бързо схваща, че съпротивата срещу Рим е безсмислена, затова той подписва примирие, което „осигурява вечен мир на неговия народ“. Той получава римско граждансто, коннически ранг и римско име. В надписа на триумфалната арка на Август от Суса (Италия) са изброени неговите 14 племена.
Водеща роля в присъединяването на предалпийските терени и Реция имат доведените синове на император Октавиан Август, синовете на Ливия – Друз и Тиберий. В много извори се споменава бегло за техния поход. По-подробно описание намираме в творбата на сенатора и историка от 2 в. н.е. Луций Касий Дион, „Римска история“.

## По-значими населени места
- Карта на Римската империя през 117 г.
- Реция на картата на Римската империя
- Agri decumates, германският лимес

 Алпийски отряди на помощните римски войски